# Atlético Sport Aviação
El Atlético Sport Aviação, conocido también como ASA, es un equipo de fútbol de Angola que juega en la Liga Provincial de Luanda, la tercera división del fútbol del país.

## Historia
Fue fundado en el año 1953 en la capital Luanda con el nombre Atlético de Luanda, en 1979 cambió su nombre a Desportivo da TAAG, llamado así por su principal patrocinador la línea aérea TAAG Angola Airlines. En 1992, el nombre del club fue revertido a su nombre original ASA, nombre que usaron hasta la independencia de Angola. Ha sido campeón de liga en 7 ocasiones, 3 desde la independencia; han ganado el torneo de copa en 3 ocasiones y la supercopa la han ganado 6 veces.
A nivel internacional ha participado en 12 tornoes continentales, donde su mejor participación ha sido en la Copa CAF de 1993, donde llegaron a semifinales. También ha participado en la Copa de Portugal durante la época anterior a la independencia.
En 2017 el club descendió a Segunda división por primera vez en su historia.

## Palmarés
- Girabola: 3

1965, 1966, 1967, 1968 (antes de la independencia)
2002, 2003, 2004.
- Copa de Angola: 3

1995, 2005, 2010.
- Supercopa de Angola: 6

1996, 2003, 2004, 2005, 2006, 2011.

## Participación en competiciones de la CAF

### CAF Champions League
| Temporada | Ronda          | Club                   | Casa | Visita | Global    |
| --------- | -------------- | ---------------------- | ---- | ------ | --------- |
| 2003      | 1              | Villa SC               | 1-2  | 2-0    | 3-2       |
| 2003      | 2              | Accra Hearts of Oak SC | 3-0  | 0-2    | 3-2       |
| 2003      | Fase de grupos | USM Alger              | 1-0  | 0-2    | 4.º lugar |
| 2003      | Fase de grupos | Canon Yaoundé          | 1-2  | 1-2    | 4.º lugar |
| 2003      | Fase de grupos | Espérance ST           | 0-0  | 0-1    | 4.º lugar |
| 2004      | Preliminar     | SC Cilu                | 1-1  | 1-0    | 2-1       |
| 2004      | 1              | Accra Hearts of Oak SC | 1-1  | 1-4    | 2-5       |
| 2005      | Preliminar     | Blue Waters FC         | 3-0  | 1-2    | 4-2       |
| 2005      | 1              | Cotonsport Garoua      | 2-0  | 0-1    | 2-1       |
| 2005      | 2              | Zamalek SC             | 1-1  | 0-2    | 1-3       |
| 2006      | Preliminar     | APR FC                 | 0-1  | 2-3    | 2-4       |

### Copa Confederación de la CAF
| Temporada | Ronda      | Club              | Casa | Visita | Global      |
| --------- | ---------- | ----------------- | ---- | ------ | ----------- |
| 2005      | 3          | FC 105 Libreville | 1-1  | 1-2    | 2-3         |
| 2011      | Preliminar | Sofapaka          | 0-0  | 0-0    | 0-0 (4-5 p) |

### Copa CAF
| Temporada | Ronda            | Club          | Casa | Visita | Global      |
| --------- | ---------------- | ------------- | ---- | ------ | ----------- |
| 1993      | 1                | FC Scibe      | 2-0  | 0-0    | 2-0         |
| 1993      | 2                | Canon Yaoundé | 0-0  | 2-0    | 2-0         |
| 1993      | Cuartos de final | Gor Mahia FC  | 0-0  | 0-0    | 0-0 (4-2 p) |
| 1993      | Semifinales      | Simba SC      | 0-0  | 1-3    | 1-3         |
| 2001      | 1                | Manchester SC | 4-1  | 0-1    | 4-2         |
| 2001      | 2                | Goldfields    | 2-2  | 0-1    | 2-3         |
| 2002      | 1                | Rayon Sport   | 1-0  | 0-1    | 1-1 (0-3 p) |

### Recopa Africana
| Temporada | Ronda | Club          | Casa | Visita | Global      |
| --------- | ----- | ------------- | ---- | ------ | ----------- |
| 1982      | 1     | AS Vita Club  | 0-0  | 0-0    | 0-0 (4-5 p) |
| 1994      | 1     | Canon Yaoundé | 1-0  | 0-2    | 1-2         |
| 1996      | 1     | Mbilinga FC   | 1-1  | 2-4    | 3-5         |

## El equipo en la estructura del fútbol portugués
- Copa de Portugal: 4 apariciones

| 1960 - Cuartos de final 1965 - Octavos de final | 1967 - Octavos de final 1969 - Octavos de final |

## Exentrenadores
- Carlos Alhinho (20??–2000)[12]
- Bernardino Pedroto (2000–2007)[12][13]
- Manuel Fernandes (2007–2008)[14]
- Marinho Peres (2008–2009)[14][15]
- José Dinis (2010–20??)[16]
- Ricardo de Almeida (20??–2013)[17]
- Minhonha (interino- 2013–20??)[17]
- Ernesto Castanheira (enero de 2014–abril de 2014)[18][19][20][21]
- Samy (interino- abril de 2014–?)[21][22][23]
- Robertinho (20??–mayo de 2016)[24]
- João Machado (?–mayo de 2017)[25]
- Abílio Amaral (interino- mayo de 2017–?)[25]
- José Dinis (abril de 2018–~2019)[26][27]

## Jugadores

### Jugadores destacados
- Love[28]
- Yamba Asha[28]
- Brinca N'Areia[29][30]
- Matateu[31]
- Paulão[32]
- Love Kabungula[33]